# 1946 год в науке
В 1946 году произошли следующие события в области науки и технологии:

## События
- 14 февраля — официально представлен публике ЭНИАК, первый тьюринг-полный электронный цифровой компьютер.
- 24 октября — сделана первая фотография Земли из космоса[1][2]
- 30 ноября — довыборы академиков (43) и членов-корреспондентов (112) АН СССР, кроме того, почётным академиком стал В. М. Молотов[3].
- 25 декабря — В СССР запущен первый советский реактор Ф-1, построенный в Лаборатории № 2 АН СССР (Москва).

## Открытия
- Впервые описан, так называемый, ферстеровский резонансный перенос энергии (англ. Förster resonance energy transfer (FRET)), носящий имя немецкого физика Теодора Ферстера[4].

## Изобретения
- Перси Спенсером была изобретена первая микроволновая печь.

## Награды
- Нобелевская премия:
  - По физике — Перси Уильямс Бриджмен, «за изобретение прибора, позволяющего создавать сверхвысокие давления, и за открытия, сделанные в связи с этим в физике высоких давлений».
  - По химии — Джеймс Самнер, «за открытие явления кристаллизации ферментов»; Джон Нортроп и Уэнделл Стэнли, «за получение в чистом виде вирусных белков».
  - По медицине и физиологии — Герман Джозеф Мёллер, «за открытие появления мутаций под влиянием рентгеновского облучения».

## Родились
- 11 мая — Роберт Джарвик, один из создателей искусственного сердца «Jarvik-7».
- 24 июня — Эллисон Онидзука, американский астронавт (погиб во время катастрофы шаттла «Челленджер»).
- 2 июля — Ричард Эксел, лауреат Нобелевской премии по физиологии и медицине за исследования в области изучения «обонятельных рецепторов и организации системы органов обоняния».

## Скончались
- 27 февраля — Гарри Эдвин Вуд, южноафриканский астроном.
- 23 марта — Гилберт Льюис (род. 1875), американский физикохимик; ввёл термин «фотон».
- 15 мая — Йиндржих Узел (род. 1868), чешский энтомолог и фитопатолог; член Чешской королевской академии[5].
- 14 июня — Джон Бэрд (род. 1888), создатель первой механической телевизионной системы.
- 16 сентября — Джеймс Хопвуд Джинс (род. 1877), британский математик, физик и астроном.